# Eva en de drieëntwintig Adams
Eva en de drieëntwintig Adams is een bundel met acht sciencefiction-verhalen van de Amerikaanse schrijver Robert Silverberg. De verhalen, daterend uit de jaren 1957-1967, werden gekozen door Erik Lankester en vertaald door Kees van den Broek. De bundel verscheen als een van de eerste uitgaven in de in 1971 door uitgeverij Bruna opgezette SF-reeks. Op het laatste verhaal na zijn alle verhalen ontleend aan Silverbergs verzamelbundel Dimension thirteen (1969), die dertien verhalen bevat. Het verhaal Op weg naar het einde is ontleend aan een latere verzamelbundel van Silverberg, te weten Parsecs and parables (1970).

## Inhoud
1. Eva en de drieëntwintig Adams; vertaling van Eve and the Twenty-three Adams; oorspronkelijk verschenen in het Amerikaanse tijdschrift Venture science fiction (maart 1958), nadien opgenomen in de verzamelbundel Dimension thirteen (New York : Ballantine Books, 1969).
2. De duistere begeleider; vertaling van Dark companion; oorspronkelijk verschenen in het Amerikaanse tijdschrift Amazing stories (januari 1961), nadien opgenomen in de verzamelbundel Dimension thirteen (New York : Ballantine Books, 1969).
3. Bruid 91; vertaling van Bride ninety-one; oorspronkelijk verschenen in het Amerikaanse tijdschrift If (september 1967), nadien opgenomen in de verzamelbundel Dimension thirteen (New York : Ballantine Books, 1969).
4. Eerste gebod; vertaling van Prime commandment; oorspronkelijk verschenen in het Amerikaanse tijdschrift Science fiction stories (januari 1958), nadien opgenomen in de verzamelbundel Dimension thirteen (New York : Ballantine Books, 1969).
5. Het einde van de reis; vertaling van Journey's end uit de verzamelbundel Dimension thirteen (New York : Ballantine Books, 1969); een eerdere versie van dit verhaal verscheen onder de titel The seed of earth in het Amerikaanse tijdschrift Super-science fiction (april 1958).
6. Eenzaamheid; vertaling van Solitary; oorspronkelijk verschenen in het Amerikaanse tijdschrift Future science fiction (voorjaar 1957), nadien opgenomen in de verzamelbundel Dimension thirteen (New York : Ballantine Books, 1969).
7. Vlucht 128 naar aarde; vertaling van En route to earth; oorspronkelijk verschenen in het Amerikaanse tijdschrift Science fiction quarterly (augustus 1957), nadien opgenomen in de verzamelbundel Dimension thirteen (New York : Ballantine Books, 1969).
8. Op weg naar het einde; vertaling van Road to nightfall; oorspronkelijk verschenen in het Amerikaanse tijdschrift Fantastic universe (juli 1958), nadien opgenomen in de verzamelbundel Parsecs and parables : ten science fiction stories (Garden City : Doubleday, 1970).